# Armée secrète (Belgique)
Pour les articles homonymes, voir AS, Armée de Belgique et Armée secrète.
 (janvier 2024).
Si vous disposez d'ouvrages ou d'articles de référence ou si vous connaissez des sites web de qualité traitant du thème abordé ici, merci de compléter l'article en donnant les références utiles à sa vérifiabilité et en les liant à la section « Notes et références ».
L'Armée secrète est un des principaux mouvements armés de la Résistance intérieure belge actif durant la Seconde Guerre mondiale. Elle a compté plus de 54 000 membres reconnus et a participé à la libération de le Belgique.

## Histoire de l'Armée secrète belge
En août 1940 le capitaine-commandant BEM Charles Claser (Charly Claser) né le 27 juillet 1901 à Alost, mis sur pied la Légion Belge (LB) qui eut rapidement une action de grande efficacité. Vers la même époque, sans s'être concertés, Robert Lentz, colonel BEM de réserve, avait fondé l'Armée belge reconstituée. Ces deux mouvements de résistance armées décidèrent de joindre leurs forces afin d'avoir plus d'efficacité, et prirent le nom unique de Légion belge (LB).
Dans le courant de l'année 1942, la Légion belge est touchée par des vagues d'arrestations qui menacent sa survie. Le risque pour l'organisation est d'autant plus grand que son chef, Charles Claser, ne parvient pas à convaincre le gouvernement belge en exil de lui apporter un soutien décisif. La Sûreté de l'État le soupçonne alors de soutenir l'idée d'une «dictature royale ».
En novembre 1942, le colonel Jules Bastin prend la succession de Charles Claser à la suite de l'arrestation de ce dernier et renomme l'organisation « Armée de Belgique ». Il permet de renouer le contact avec le gouvernement belge à Londres, mais en avril 1943, il tombe est arrêté avec de nombreux responsables de l'organisation.
Le colonel Yvan Gérard reprend alors les rênes d'une organisation au bord de l'effondrement. Il remet sur pied un réseau qui reçoit, cette fois, un appui décisif du gouvernement belge en exil et des forces alliées.
Le 1er juin 1944, l'Armée de Belgique prit l'appellation d'Armée secrète (AS), par laquelle elle reste connue actuellement, l'Armée secrète était alors sous le commandement du lieutenant général Jules Pire depuis mars 1944.
À partir de la libération de la Belgique, l'Armée secrète sera rapidement démobilisée.

## Statuts
Composée de toutes les couches de la population, l'AS s'est toujours tenue à l'écart des questions politiques.
En vertu de l'instruction intitulée « Cheval de Troie » le gouvernement de Londres lui avait conféré un statut militaire officiel qui différenciait ainsi l'AS des autres mouvements de résistance.
| Zone     | Secteur     | Groupe   | Localisation                                                          | Exemples d'actions |
| -------- | ----------- | -------- | --------------------------------------------------------------------- | --- |
| Zone I   | A           | 10       | Le Tournaisis et le Borinage - Saint-Marcoult                         | Centre de commandement, centre de parachutage, centre de guérillas |
|          | B           |          | Le Centre                                                             | |
|          | C           |          | L'Entre-Sambre-et-Meuse dont Couvin qui dépend de Morlanwelz          | Maquis C60 (Refuge Le Linot) |
|          | D           |          | La région Soignies-Enghien                                            | |
| Zone II  |             |          | Anvers - Limbourg                                                     | |
| Zone III |             |          | Les deux Flandres                                                     | |
| Zone IV  | Ouest       |          | Ouest du Brabant flamand actuel, y compris Bruxelles                  | |
|          | Est         |          | Est du Brabant flamand actuel                                         | |
|          | Sud         |          | Brabant wallon actuel, Nord de la province de Namur                   | |
|          | Huy-Waremme |          | Région au Nord de Huy, Waremme, Hannut                                | |
|          | Liège Ouest |          | Région au Nord et à l'Ouest de Liège                                  | |
| Zone V   | 1           |          | Région à l'Est de Liège                                               | |
|          | 2           |          | Verviers, Eupen, Malmedy                                              | |
|          | 3           |          | Région entre Huy, Namur et Yvoir, Somme-Leuze                         | |
|          | 4           | 3        | Région entre Durbuy et Saint-Vith                                     | Sabotage vicinal Manhay-Comblain (2 septembre 1942 groupe Byl), sabotage par explosif du tunnel de Trois-Ponts (nuit du 24 au 25 août 1944, groupe Byl service Antoine), sabotage a l'aide d'explosifs les locomotives en gare de Marloie et Manhay (année43 groupe Byl et Thill), combat de St Antoine-Harre (26 février 1944, groupe Byl), combat de Bomal sur Ourthe (1er avril 1944, groupe Byl), combat de la Fange (1 septembre 1944, groupe Byl), combat de Laid'oiseau (9 septembre 1944, groupe Byl). |
|          | 5           | groupe A | Condroz et environs de Ciney                                          | Sabotage du tunnel d’Yvoir-Spontin (19 juillet 1944), combat de Jannée (27 août 1944) |
|          |             | groupe B | Houyet                                                                | La bataille du bois des Tailles (3 septembre 1944) |
|          |             | groupe C | Ardennes                                                              | |
|          |             | groupe D | Environs d'Orchimont en Basse-Semois                                  | Sabotage de la L.T.12 entre Alle et Sedan |
|          | 6           |          | Région entre Marche-en-Famenne, Paliseul, Neufchâteau, Bastogne       | |
|          | 7           |          | Région entre Virton, Arlon, Martelange et jusqu'à l'ouest de Bouillon | |

## Opérations

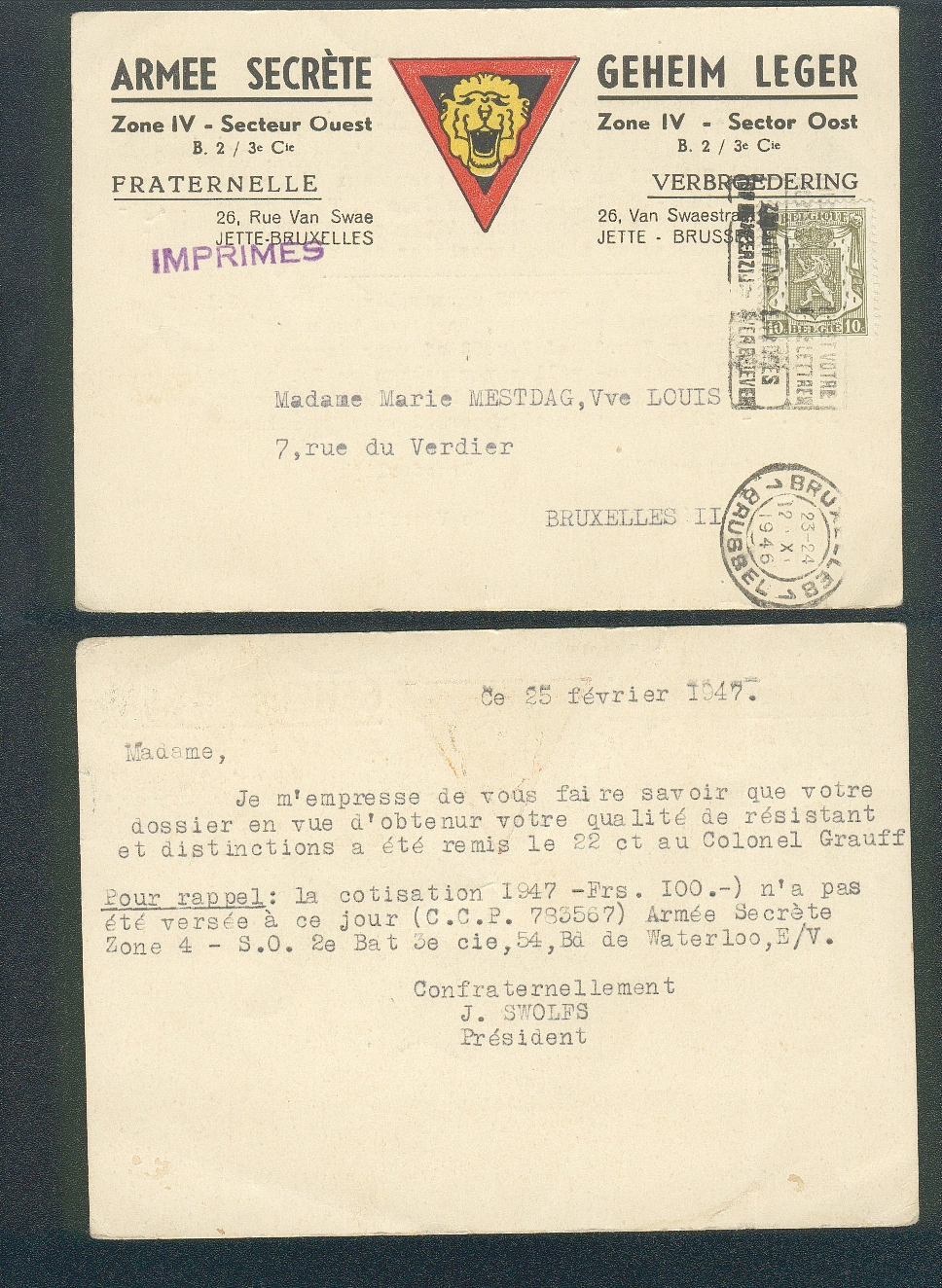
Réponse de l'Armée secrète lors de la demande d'obtention de sa qualité de résistante et distinctions de la Veuve Louis Mestdag (signée J. Swolfs, Président)

L'AS fut très active sur le terrain et mena de nombreuses actions stratégiques et tactiques telles que:
- Sabotages dès la fin de 1943 en prévision du débarquement des Alliés et qui se sont intensifiés dès le 6 juin 1944.
- Opérations de harcèlement armé dès le début de septembre 1944.
- Actions d'anti-destruction qui, en maintenant intact les infrastructures utiles, ont apporté une aide efficace à la libération de la Belgique.

## Pertes humaines
Environ 4 000 membres de l'Armée secrète belge périrent jusqu'à la Libération :
- 1 068 en action (dont 9 femmes) ;
- 657 exécutés (dont 8 femmes) ;
- 2 195 morts durant leur incarcération (dont 52 femmes) ;
- 12 accidentés en service commandé (dont 1 femme).

## Hommage
- Un mémorial de l'Armée secrète est situé à la Plaine-Sapin, sur le territoire de la commune de Somme-Leuze, lieu de parachutage de combattants et de matériel pour des opérations spéciales entre avril et septembre 1944. Une commémoration officielle s'y tient annuellement au mois de septembre.
- Un monument existe à Hex.
- Une stèle commémorant l’accueil des Américains par l’Armée secrète a été érigée le 1er septembre 1984 à Rumes.
- Une stèle commémorant le décès d'Edouard Guirsch et de Raymond Herbinia, membres de l'Armée secrète a été érigée en 1946 à Sart-Dames-Avelines[6].

Cérémonie annuelle à la Plaine-Sapin
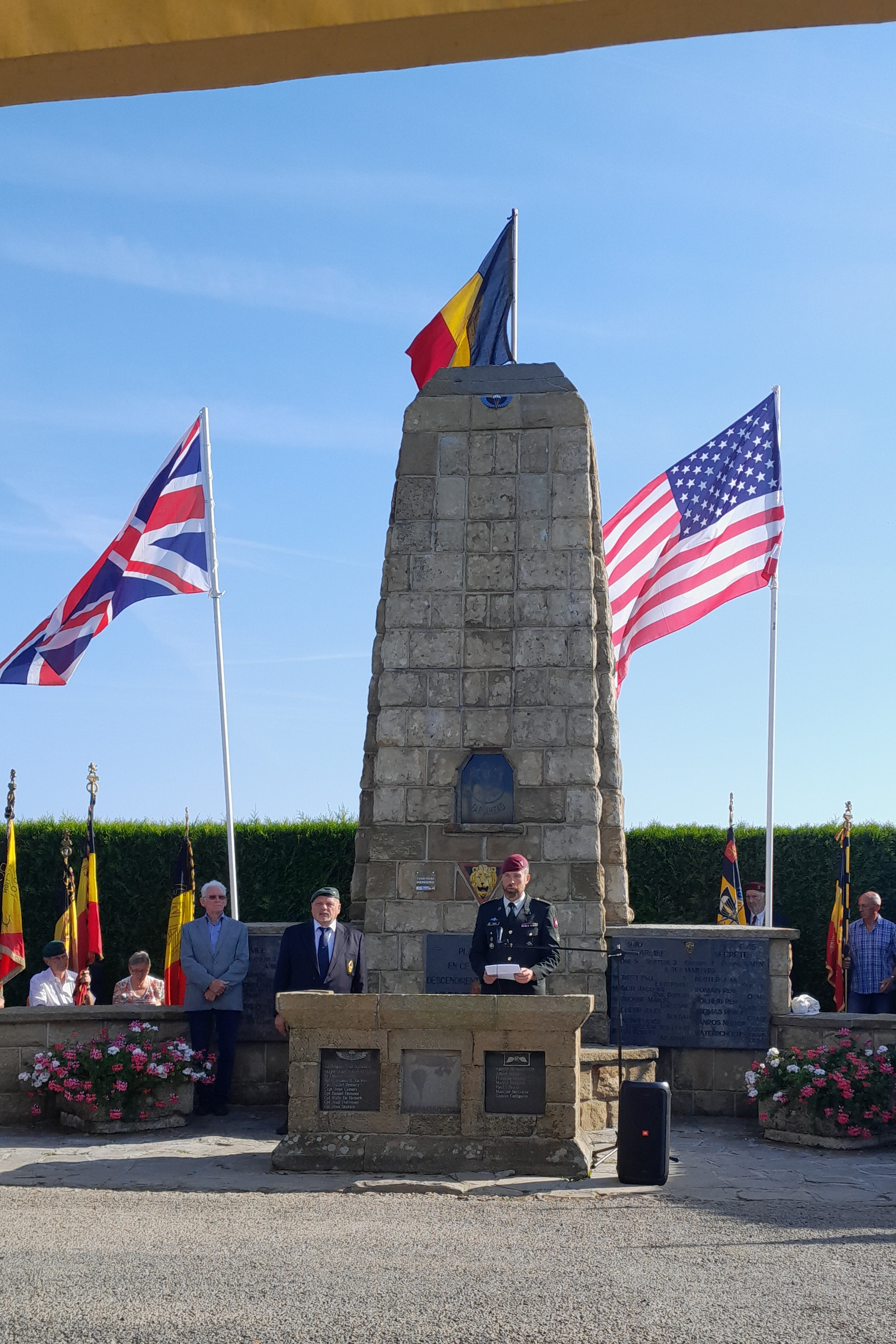
Le monument de l'Armée Secrète.
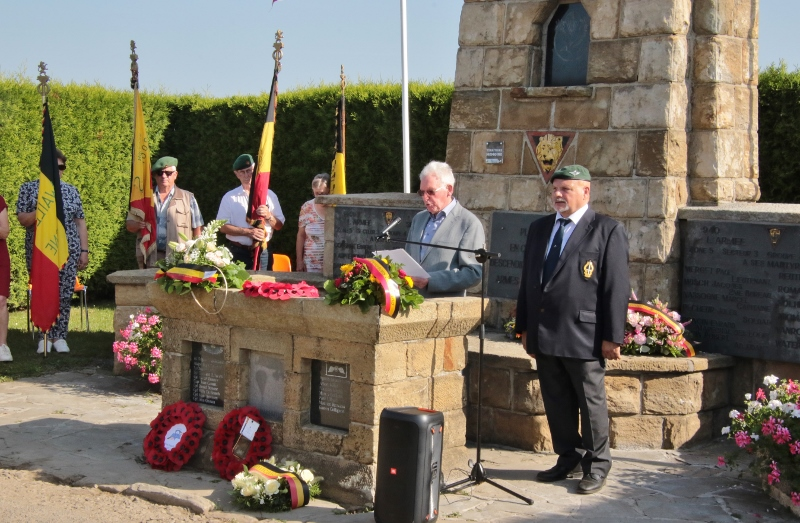
La commémoration de 2023.
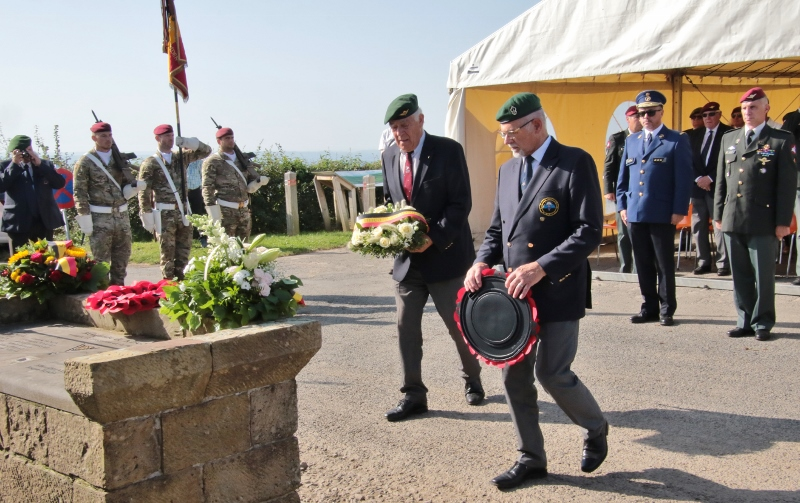
Cérémonie d'hommage le 10 septembre 2023.